# 延音踏板

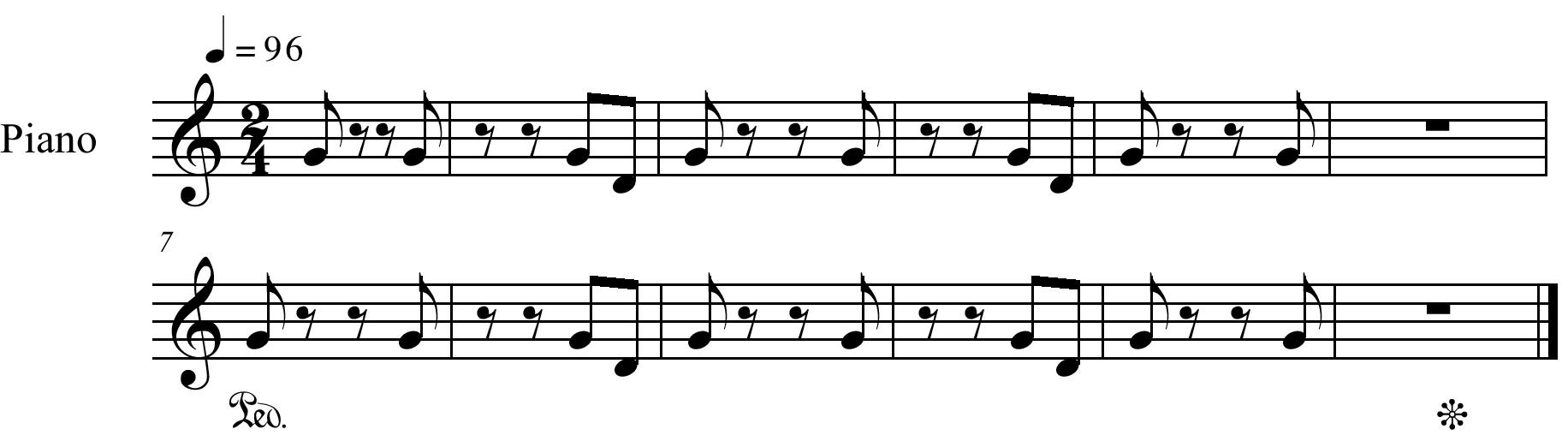
未使用延音踏板（上部谱表）
使用延音踏板（下部谱表）

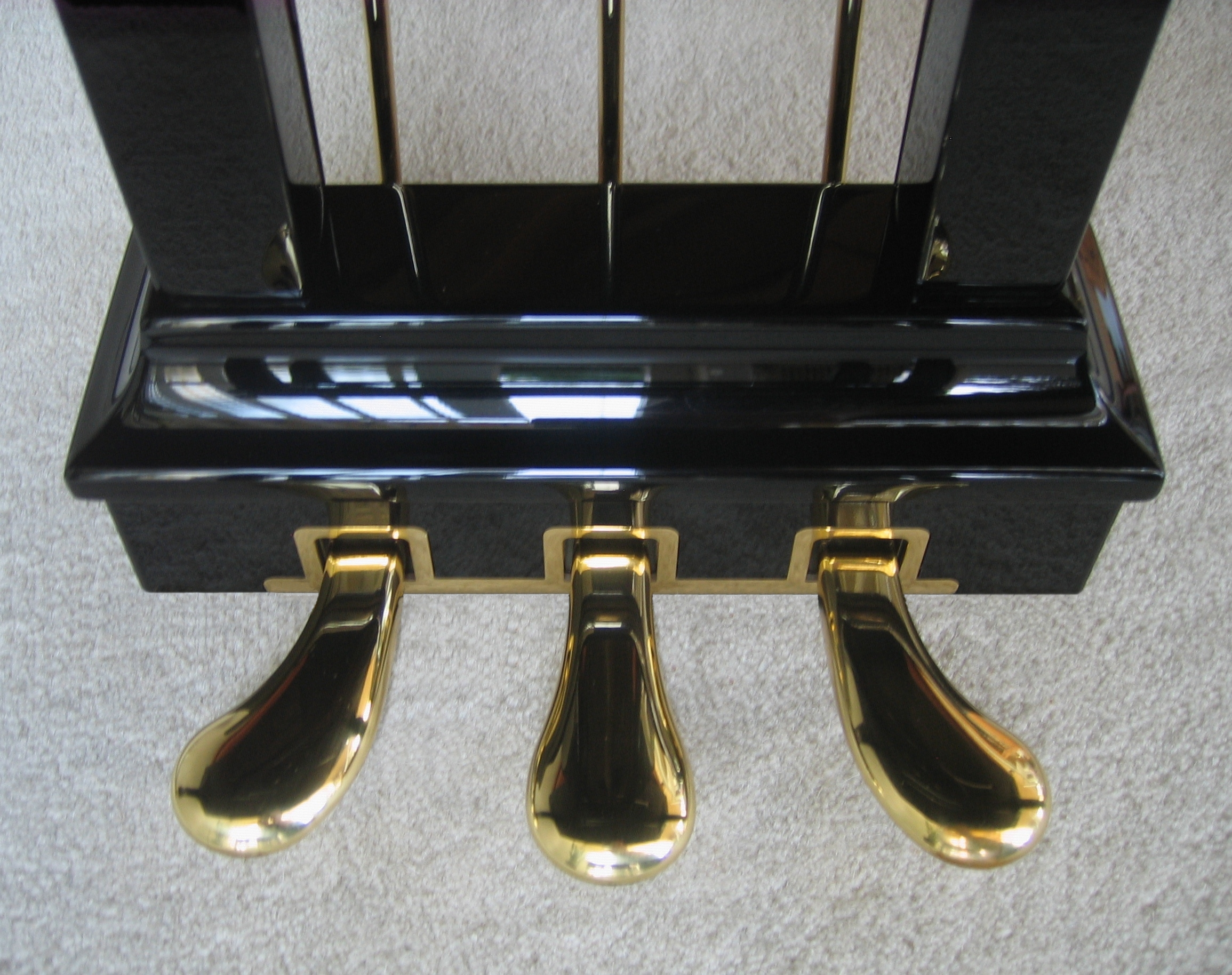
钢琴踏板，从左至右依次为：柔音踏板，选择性延音踏板和延音踏板

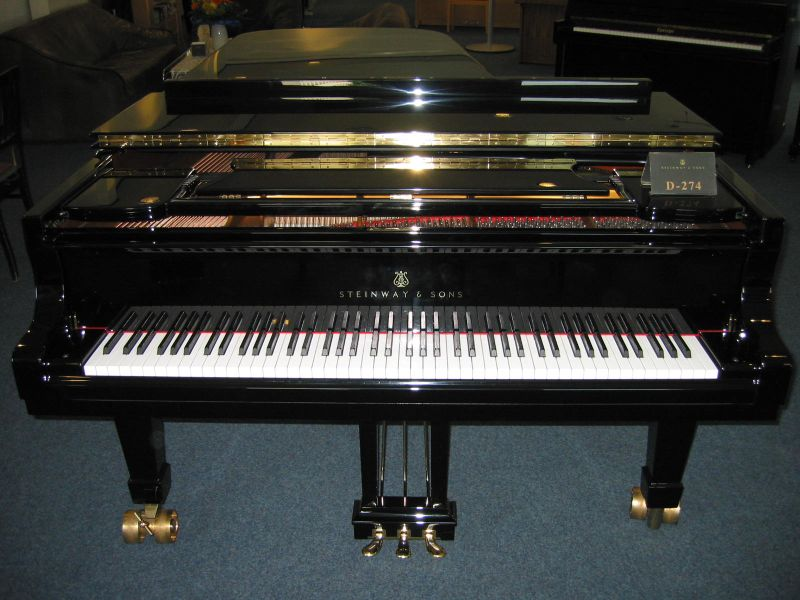
三角钢琴踏板的位置（位于琴键的下部）

延音踏板（也被称为制音踏板、强音踏板）是现代钢琴演奏中使用频率最高的踏板，一般是钢琴三个（或两个）踏板中最右侧的那一个。当延音踏板被踩下时，压在琴弦上的所有制音器即刻抬起，使所有的琴弦延续当前的振动状态，所有当前被演奏的音都将持续发声，直至踏板被松开。
这使得钢琴演奏者得以维持在某些情况下无法靠持续按压而保留的音，例如在使用和弦伴奏，或需要演奏连奏乐段（音符之间需平滑过渡）时。当延音踏板被踩下，按下任一琴键都会导致琴弦共鸣，产生出丰厚而饱满的泛音，这极大地丰富了钢琴的音色及表现力。

## 历史
起初，钢琴先驱——戈特弗里德·西尔伯曼利用需用手操作的装置实现了延音踏板的功能。随后，名声显赫的早期制琴师约翰·安德烈亚斯·斯泰因，发明了膝盖控制的延音装置，这或许是最早允许演奏者在演奏中抬起制音器的装置。
直至浪漫主义音乐时期伊始，延音踏板都被认为是用来实现特殊效果的装置，只在一些特定情况下使用。只有到了浪漫主义时期，常态化的延音踏板使用才成为钢琴演奏中基本而必要的元素。

## 音乐作品中对踏板使用的说明
合适的踏板使用时机常常会被交由演奏者自行安排，但作曲家和乐谱编辑者也会使用踏板符号来声明延音踏板的使用。一种做法是在大谱表之下放置与大谱表平行的踏板标记。另一种（更古老的）标记方法是使用  来表示延音踏板应当被踩下，使用星号  来表示延音踏板应当被释放（乐曲致爱丽丝可以作为著名的使用范例）。偶尔，在乐章开始会有表明自始至终可以持续使用延音踏板的指示说明，一般使用 senza sordini（“无制音”）或其它类似的文字。
在 General MIDI 标准之中，延音踏板的踩下与释放藉由64号控制器（CC64）来实现控制。

## 半踏
在机械钢琴上，允许只将延音踏板部分踩下，使得制音器仅仅轻触琴弦。这种为高级演奏者准备的演奏技巧被称为“半踏”，可以得到细微的音色改变。半踏技巧在高音域可以得到更显著的效果。一个在演奏中使用半踏的范例是贝多芬的“月光”奏鸣曲。大部分新近推出的数字钢琴也支持半踏效果。

## 其它乐器上的延音踏板
- 電子琴常常配备一个开关式的踏板控制器来实现延音踏板的功能。一些新近的型号使用可变电阻踏板实现了半踏效果。
- 颤音琴配备一个延音踏板，使得琴键不会被止音垫止震。
- 部分管钟配备有延音踏板。
- 部分扬琴和欽巴龍（匈牙利语：Cimbalom）配备有延音踏板。

## 延伸阅读
- H. Brauss. . 2006. ISBN 978-1-42511-205-9.